# John Barnes (informatico)
John Gilbert Presslie Barnes (...) è un informatico britannico.

## Biografia
Barnes ha studiato matematica all'Università di Cambridge, passando successivamente a lavorare presso le Imperial Chemical Industries. È stato fellow al Wolfson College di Oxford tra la fine degli anni settanta e i primi anni ottanta.
Barnes ha sviluppato e implementato il linguaggio di programmazione RTL/2, e successivamente ha lavorato al linguaggio Ada. È il principale ideatore e autore del meccanismo Ada Rendezvous e ha pubblicato numerosi libri e articoli sul linguaggio.
Barnes ha ricevuto un dottorato onorario dall'Università di New York nel 2006.

## Pubblicazioni
- J.G.P. Barnes, RTL/ 2: Design and Philosophy, London, Heydon, ottobre 1976, ISBN 978-0-85501-224-3.
- John Barnes, Ben Brosgol, Ada 95 Rationale: The Language, the Standard Libraries, Berlin; New York, Springer, gennaio 1995, ISBN 3-540-63143-7.
- John Barnes, Programming in Ada 95, 2nd, Addison-Wesley, 10 giugno 1998, ISBN 0-201-34293-6.
- John Barnes, High Integrity Ada: The SPARK Approach, Addison-Wesley, 15 giugno 1997, ISBN 0-201-17517-7.
- John Barnes, High Integrity Software: The SPARK Approach to Safety and Security, Addison-Wesley, 25 aprile 2003, ISBN 0-321-13616-0.
- John Barnes, Programming in Ada 2005, Addison Wesley, 30 giugno 2006, ISBN 0-321-34078-7.
- John Barnes, Programming in Ada 2012, Cambridge University Press, 2014, ISBN 978-1-107-42481-4.